# Discografia de Sonic Youth
A discografia da banda Sonic Youth consiste em 15 álbuns de estúdio, 8 EPs, 21 singles, 46 videoclipes, e 4 álbuns em compilações.

## Álbuns de Estúdio
| Ano                                      | Detalhes                                                                                | Notas | Notas | Notas | Notas | Notas | Notas | Notas | Notas | Notas | Notas | Notas |
| Ano                                      | Detalhes                                                                                | EUA   | RU    | AUS   | ALE   | FRA   | NOR   | SUE   | HOL   | NZ    | BEL   | JAP   |
| ---------------------------------------- | --------------------------------------------------------------------------------------- | ----- | ----- | ----- | ----- | ----- | ----- | ----- | ----- | ----- | ----- | ----- |
| 1983                                     | Confusion Is Sex - Lançamento: Fevereiro de 1983 - Gravadora: Neutral                   | —     | —     | —     | —     | —     | —     | —     | —     | —     | —     | —     |
| 1985                                     | Bad Moon Rising - Lançamento: Março de 1985 - Gravadora: Homestead                      | —     | —     | —     | —     | —     | —     | —     | —     | —     | —     | —     |
| 1986                                     | EVOL - Lançamento: Março de 1986 - Gravadora: SST                                       | —     | —     | —     | —     | —     | —     | —     | —     | —     | —     | —     |
| 1987                                     | Sister - Lançamento: Junho de 1987 - Gravadora: SST                                     | —     | —     | —     | —     | —     | —     | —     | —     | —     | —     | —     |
| 1988                                     | Daydream Nation - Lançamento: Outubro de 1988 - Gravadora: Enigma                       | —     | 99    | —     | —     | —     | —     | —     | —     | —     | —     | —     |
| 1989                                     | The Whitey Album (como Ciccone Youth) - Lançamento: Janeiro de 1989 - Gravadora: Enigma | —     | —     | —     | —     | —     | —     | —     | —     | —     | —     | —     |
| 1990                                     | Goo - Lançamento: 26 de Junho, 1990 - Gravadora: DGC                                    | 96    | 32    | 94    | —     | —     | —     | —     | —     | —     | —     | —     |
| 1992                                     | Dirty - Lançamento: 21 de Julho, 1992 - Gravadora: DGC                                  | 83    | 6     | 22    | 59    | —     | —     | 26    | —     | —     | —     | 53    |
| 1994                                     | Experimental Jet Set, Trash and No Star - Lançamento: 3 de Maio, 1994 - Gravadora: DGC  | 34    | 10    | 25    | 87    | —     | —     | 27    | 65    | 16    | —     | 62    |
| 1995                                     | Washing Machine - Lançamento: 26 de Setembro, 1995 - Gravadora: DGC                     | 58    | 39    | 34    | —     | —     | —     | —     | 91    | 41    | 38    | 94    |
| 1998                                     | A Thousand Leaves - Lançamento: 12 de Maio, 1998 - Gravadora: DGC                       | 85    | 38    | 66    | 84    | 32    | 37    | 43    | —     | —     | 28    | 43    |
| 2000                                     | NYC Ghosts & Flowers - Lançamento: 16 de Maio, 2000 - Gravadora: Geffen                 | 172   | 113   | —     | —     | 61    | 37    | —     | —     | —     | —     | —     |
| 2002                                     | Murray Street - Lançamento: 25 de Junho, 2002 - Gravadora: DGC                          | 126   | 77    | 78    | 63    | 48    | 16    | —     | —     | —     | 28    | 45    |
| 2004                                     | Sonic Nurse - Lançamento: 7 de Junho, 2004 - Gravadora: Geffen                          | 64    | —     | 54    | 89    | 40    | 21    | —     | 98    | —     | 23    | 47    |
| 2006                                     | Rather Ripped - Lançamento: 13 de Junho, 2006 - Gravadora: Geffen                       | 71    | 64    | 40    | 79    | 25    | 13    | 46    | —     | —     | 20    | 41    |
| 2009                                     | The Eternal - Lançamento: 9 de Junho, 2009 - Gravadora: Matador                         | 18    | 42    | 52    | 29    | 19    | 17    | 28    | 90    | 38    | 9     | 29    |
| "—" denotes releases that did not chart. |                                                                                         |       |       |       |       |       |       |       |       |       |       |       |

## EPs
| Ano  | Detalhes                                                                                        | Notas                                                                                   |
| ---- | ----------------------------------------------------------------------------------------------- | --------------------------------------------------------------------------------------- |
| 1982 | Sonic Youth - Lançamento: Março 1982 - Gravadoras: Neutral                                      | - Primeiro disco do Sonic Youth. - Relançado em 2006 pela Geffen com oito faixa extras. |
| 1983 | Kill Yr Idols - Lançamento: Outubro 1983 - Gravadora: Zensor Records                            | - Lançado em CD com Confusion Is Sex pela Geffen em 1995.                               |
| 1987 | Master-Dik - Lançamento: Janeiro 1988 - Gravadora: Blast First                                  |                                                                                         |
| 1993 | Whores Moaning - Lançamento: Fevereiro 1993 - Gravadora: Geffen                                 | - Gravação da turnê da Austrália/Nova Zelândia.                                         |
| 1994 | TV Shit - Lançamento: Fevereiro 1994 - Gravadora: Ecstatic Peace!                               | - com Yamatsuka Eye.                                                                    |
| 1998 | Silver Session for Jason Knuth - Lançamento: 14 de julho, 1998 - Gravadora: Sonic Knuth Records | - Dedicado ao fã e radialista Jason Knuth.                                              |
| 2002 | In the Fishtank 9 - Lançamento: julho 2001 - Gravadora: Konkurrent Records                      | - Com Instant Composers Pool e The Ex.                                                  |
| 2002 | Kali Yug Express - Lançamento: 2002 - Gravadora: Geffen Records                                 |                                                                                         |
| 2009 | Sensational Fix - Lançamento: Janeiro 2009 - Gravadora: Matador Records                         |                                                                                         |

## Coletâneas
| Ano  | Detalhes                                                                                        | Notas                                                                                 |
| ---- | ----------------------------------------------------------------------------------------------- | ------------------------------------------------------------------------------------- |
| 1984 | Sonic Death - Gravadora: Ecstatic Peace                                                         | - Gravações ao vivo de 1981 a 1983.                                                   |
| 1995 | Screaming Fields of Sonic Love - Lançamento: 25 de Abril, 1995 - Gravadora: DGC                 | - Coletânea de músicas do álbum Daydream Nation e anteriores.                         |
| 2006 | The Destroyed Room: B-sides and Rarities - Lançamento: 12 de Dezembro, 2006 - Gravadora: Geffen | - Coletânea de vários B-Sides                                                         |
| 2008 | Hits Are for Squares - Lançamento: 10 de junho, 2008 - Gravadora: Starbucks                     | - Coletânes de músicas escolhidas por várias celebridades, e mais uma música inédita. |

## Sonic Youth Recordings (SYR)
Sonic Youth lançou um grande número de álbuns, na maioria instrumentais e experimentais, pela sua própria gravadora Sonic Youth Recordings. Os álbuns da série SYR estabeleceram uma tradição de cada um ser lançado em uma língua diferente. SYR1 tem os títulos das músicas e textos da capa em francês, SYR2 é em  alemão, SYR3 é em Esperanto, SYR5 é em japonês, e SYR6 é em  lituano.
| Ano  | Detalhes                                                                     | Notas |
| ---- | ---------------------------------------------------------------------------- | --- |
| 1997 | SYR1: Anagrama - Lançamento: 10 de junho, 1997                               | |
| 1997 | SYR2: Slaapkamers Met Slagroom - Lançamento: 2 de setembro, 1997             | |
| 1998 | SYR3: Invito Al Ĉielo - Lançamento: 24 de Fevereiro, 1998                    | - Primeiro trabalho do Sonic Youth com Jim O'Rourke.                                                                                       |
| 1999 | SYR4: Goodbye 20th Century - Lançamento: 16 de novembro, 1999                | - Álbum duplo com participação de John Cage, Yoko Ono, Steve Reich, e Christian Wolff.                                                     |
| 2000 | SYR5 - Lançamento: 29 de Agosto, 2000                                        | - Colaborações entre Kim Gordon, DJ Olive, e Ikue Mori.                                                                                    |
| 2005 | SYR6: Koncertas Stan Brakhage Prisiminimui - Lançamento: 6 de Dezembro, 2005 | - Gravação ao vivo de um show beneficente Anthology Film Archives, tocado pra filmes mudos de Stan Brakhage. É um lançamento apenas em CD. |
| 2008 | SYR7: J'Accuse Ted Hughes - Lançamento: 22 de Abril, 2008                    | - Lançado apenas em vinyl. |
| 2008 | SYR8: Andre Sider Af Sonic Youth - Lançamento: 28 de julho, 2008             | - Gravação ao vivo do Roskilde Festival em 2005 na Dinamarca. Com participações de Jim O'Rourke, Mats Gustafsson, e Masami Akita.          |

## Bootlegs oficiais
| Ano  | Título                       | Notas                                                   |
| ---- | ---------------------------- | ------------------------------------------------------- |
| 1986 | The Walls Have Ears          | - Show ao vivo de 1985.                                 |
| 1988 | Stick Me Donna Majick Momma  |                                                         |
| 1990 | 4 Tunna Brix                 |                                                         |
| 1991 | Goo Demos                    | - Coleção de Demos do álbum Goo.                        |
| 1991 | Hold that Tiger              | - Show ao vivo de 1987.                                 |
| 1992 | Live at the Continental Club | - Show ao vivo de 1986, lançado pelo fã clube da banda. |
| 1994 | Live in Bremen               |                                                         |
| 1995 | Live Venlo, Holland 12.27.83 | - Show ao vivo de 1983, lançado pelo fã clube da banda. |

## Vídeos
| Ano  | Detalhes                                                                                  | Notas |  |
| ---- | ----------------------------------------------------------------------------------------- | --- |  |
| 1985 | Live at Stache's - Gravadora: Altavistic                                                  | - Concerto filmado em 1º de agosto de 1985 em Columbus, Ohio.                                                        |  |
| 1991 | Goo - Lançamento: 13 de Abril, 1993 - Gravadora: DGC                                      | - Coletânea de videoclips de caada música do álbum Goo. - Aparecem também em Corporate Ghost: The Videos: 1990–2002. |  |
| 1992 | Gila Monster Jamboree - Gravadora: Sonic Death                                            | - Concerto filmado em 5 de Janeiro , 1985 no Deserto de Mojave.                                                      |  |
| 1992 | 1991: The Year Punk Broke - Gravadora: DGC                                                | - Documentário com a participação de várias bandas de rock alternativo, principalmente do Sonic Youth.               |  |
| 1995 | Screaming Fields of Sonic Love - Gravadora: DGC                                           | - Coleção de todos os vídeos da era pre- DGC e algumas performances ao vivo.                                         |  |
| 2004 | Corporate Ghost: The Videos: 1990–2002 - Lançamento: 8 de junho, 2004 - Gravadora: Geffen | - Coletânea DVD dos vídeos da banda na era Gaffen, de 1990 a 2002.                                                   |  |

## Trilhas Sonoras e aparições em Coletâneas
| Ano  | Título                                                                      | Faixa(s)                                                     |
| ---- | --------------------------------------------------------------------------- | ------------------------------------------------------------ |
| 1988 | Fast 'n' Bulbous - A Tribute to Captain Beefheart OST                       | "Electricity"                                                |
| 1988 | Sgt. Pepper Knew My Father                                                  | "Within You Without You"                                     |
| 1990 | Pump Up the Volume OST                                                      | "Titanium Exposé"                                            |
| 1992 | Fortune Cookie Surprise: A Tribute Album to Beat Happening                  | "Black Candy"                                                |
| 1993 | Judgment Night OST                                                          | "I Love You Mary Jane" with Cypress Hill                     |
| 1994 | If I Were a Carpenter                                                       | "Superstar"                                                  |
| 1995 | My So-Called Life OST                                                       | "Genetic"                                                    |
| 1995 | Made in USA                                                                 | Todas as faixas.                                             |
| 1997 | SubUrbia OST                                                                | Três músicas inéditas e uma do álbum solo de Thurston Moore. |
| 1997 | Nowhere OST                                                                 | "Hendrix Necro"                                              |
| 2002 | Demonlover OST                                                              | Oito músicas inéditas.                                       |
| 2004 | Hidros 3 (To Patti Smith) com Mats Gustafsson                               |                                                              |
| 2006 | From the Kitchen Archives No. 3 – Amplified: New Music Meets Rock 1981–1986 | "World Looks Red", "Shaking Hell"                            |
| 2006 | The Harry Smith Project: The Anthology of American Folk Music Revisited     | "Dry Bones" com Rosewell Rudd                                |
| 2007 | Like a Hurricane: A Tribute to Neil Young                                   | "Computer Age"                                               |
| 2007 | I'm Not There OST                                                           | "I'm Not There"                                              |
| 2008 | Juno OST                                                                    | "Superstar"                                                  |

## Singles
| Ano                                      | Single                                     | Posição nas paradas | Posição nas paradas | Posição nas paradas | Álbum                                   |
| Ano                                      | Single                                     | EUA Mod.            | R.U. singles        | IRL                 | Álbum                                   |
| ---------------------------------------- | ------------------------------------------ | ------------------- | ------------------- | ------------------- | --------------------------------------- |
| 1984                                     | "Death Valley '69"                         | —                   | —                   | —                   | Bad Moon Rising                         |
| 1985                                     | "Flower/Halloween"                         | —                   | —                   | —                   | Bad Moon Rising                         |
| 1986                                     | "Flower/Satan is Boring"                   | —                   | —                   | —                   | Bad Moon Rising                         |
| 1986                                     | "Starpower"                                | —                   | —                   | —                   | EVOL                                    |
| 1986                                     | "Into the Groove(y)" (as Ciccone Youth)    | —                   | —                   | —                   | The Whitey Album                        |
| 1988                                     | "Teen Age Riot"                            | 20                  | —                   | —                   | Daydream Nation                         |
| 1989                                     | "Silver Rocket"                            | —                   | —                   | —                   | Daydream Nation                         |
| 1989                                     | "Touch Me I'm Sick/Halloween"              | —                   | —                   | —                   | Dividido com o Mudhoney                 |
| 1990                                     | "Kool Thing"                               | 7                   | 81                  | 24                  | Goo                                     |
| 1990                                     | "Disappearer"                              | —                   | —                   | —                   | Goo                                     |
| 1991                                     | "Dirty Boots"                              | —                   | —                   | —                   | Goo                                     |
| 1992                                     | "100%"                                     | 4                   | 28                  | —                   | Dirty                                   |
| 1992                                     | "Youth Against Fascism"                    | —                   | 52                  | —                   | Dirty                                   |
| 1993                                     | "Sugar Kane"                               | —                   | 26                  | —                   | Dirty                                   |
| 1993                                     | "Drunken Butterfly"                        | —                   | —                   | —                   | Dirty                                   |
| 1994                                     | "Bull in the Heather"                      | 13                  | 24                  | —                   | Experimental Jet Set, Trash and No Star |
| 1994                                     | "Superstar"                                | 26                  | —                   | —                   | If I Were a Carpenter                   |
| 1995                                     | "The Diamond Sea"                          | —                   | —                   | —                   | Washing Machine                         |
| 1996                                     | "Little Trouble Girl"                      | —                   | 85                  | —                   | Washing Machine                         |
| 1998                                     | "Sunday"                                   | —                   | 72                  | —                   | A Thousand Leaves'                      |
| 2000                                     | "Nevermind (What Was It Anyway)"           | —                   | —                   | —                   | NYC Ghosts & Flowers                    |
| 2003                                     | "Kim Gordon & The Arthur Doyle Hand Cream" | —                   | —                   | —                   | dividido com Erase Errata               |
| 2006                                     | "Helen Lundeberg/Eyeliner"                 | —                   | —                   | —                   | Rather Ripped                           |
| 2006                                     | "Incinerate"                               | —                   | —                   | —                   | Rather Ripped                           |
| 2006                                     | "Beautiful Plateau"                        | —                   | —                   | —                   | The Destroyed Room                      |
| "—" denotes releases that did not chart. |                                            |                     |                     |                     |                                         |

## Videoclips
| Ano  | Título                                  | Diretor                                                    |
| ---- | --------------------------------------- | ---------------------------------------------------------- |
| 1985 | "Death Valley '69"                      | Richard Kern                                               |
| 1986 | "Shadow of a Doubt"                     | Kevin Kerslake                                             |
| 1987 | "Beauty Lies in the Eye"                | Kevin Kerslake                                             |
| 1988 | "Teen Age Riot"                         | Sonic Youth                                                |
| 1988 | "Silver Rocket"                         | Charles Atlas                                              |
| 1988 | "Providence"                            | Peter Fowler Sonic Youth                                   |
| 1988 | "Candle"                                | Kevin Kerslake                                             |
| 1988 | "Addicted to Love" (como Ciccone Youth) | Kim Gordon                                                 |
| 1988 | "Macbeth" (como Ciccone Youth)          | Dave Markey                                                |
| 1990 | "Kool Thing"                            | Tamra Davis                                                |
| 1990 | "Disappearer"                           | Todd Haynes                                                |
| 1991 | "Dirty Boots"                           | Tamra Davis                                                |
| 1991 | "Tunic (Song for Karen)"                | Tony Oursler                                               |
| 1991 | "Mary-Christ"                           | Steve Shelley                                              |
| 1991 | "Mote"                                  | Ray Agony                                                  |
| 1991 | "My Friend Goo"                         | Dave Markey Joe Cole Kim Gordon Thurston Moore             |
| 1991 | "Mildred Pierce"                        | Dave Markey                                                |
| 1991 | "Cinderella's Big Score"                | Dave Markey                                                |
| 1991 | "Scooter + Jinx"                        | Richard Kern                                               |
| 1991 | "Titanium Expose"                       | Phil Morrison                                              |
| 1992 | "100%"                                  | Tamra Davis Spike Jonze                                    |
| 1992 | "Youth Against Fascism"                 | Nick Egan                                                  |
| 1993 | "Sugar Kane"                            | Nick Egan                                                  |
| 1993 | "Drunken Butterfly"                     | Stephen Hellweg                                            |
| 1993 | "Swimsuit Issue"                        | Morty                                                      |
| 1994 | "Bull in the Heather"                   | Tamra Davis Kim Gordon                                     |
| 1994 | "Superstar"                             | Dave Markey                                                |
| 1995 | "Little Trouble Girl"                   | Mark Romanek                                               |
| 1995 | "The Diamond Sea"                       | Spike Jonze Lance Bangs Dave Markey Steve Paine Angus Wall |
| 1998 | "Sunday"                                | Harmony Korine                                             |
| 1998 | "Hoarfrost"                             | Lee Ranaldo                                                |
| 1999 | "Piano Piece #13 (Carpenter's Piece)"   | Sonic Youth                                                |
| 2000 | "Nevermind (What was it Anyway)"        | Kim Gordon Jim O'Rourke Chris Habib                        |
| 2002 | "The Empty Page"                        | Thurston Moore Chris Habib                                 |
| 2002 | "Disconnection Notice"                  | Tom Surgal                                                 |
| 2004 | "Peace Attack"                          | Chris Habib                                                |
| 2004 | "I Love You Golden Blue"                | Dave Markey                                                |
| 2006 | "Incinerate"                            | Claire Denis                                               |
| 2006 | "Do You Believe In Rapture?"            | Braden King                                                |
| 2006 | "Jams Run Free"                         | Claire Denis                                               |
| 2006 | "Reena"                                 | Braden King                                                |
| 2009 | "Sacred Trickster"                      | Tom Surgal                                                 |

## Cancelados
- Self-Obsessed And Sexxee (1994)
- Nevermind (What Was It Anyway) (2000)